# Reismühle (Mühlhausen)
Reismühle ist ein Gemeindeteil der Gemeinde Mühlhausen im Landkreis Neumarkt in der Oberpfalz.

## Lage
Die Reismühle, eine Einöde, liegt vor der Stufenhang zum Oberpfälzer Jura im Sulztal etwa einen Kilometer südlich des Gemeindesitzes zwischen der Bundesstraße 299 und der Sulz in einer kleinen Gemeindeexklave innerhalb des Stadtgebietes von Berching.

## Geschichte
Die Mühle wurde im Rahmen eines Vertrages zwischen den Wolfsteinern Wilhelm und Wigalus und dem Herzog Johann von Neumarkt um das jeweilige Fraischgebiet 1430 erstmals erwähnt. Sie gehörte nach dem Aussterben der Wolfsteiner 1740 bis zum Ende des Alten Reiches zur Oberen Hofmark Berngau und hochgerichtlich zum kurpfalz-baierischen Schultheißenamt Neumarkt.
Im Königreich Bayern kam die Mühle zum Steuerdistrikt Erasbach und 1827 zur gleichnamigen Ruralgemeinde im Landgericht und Rentamt Beilngries. 1830 wurde sie von Erasbach wieder abgetrennt und der Gemeinde Bachhausen zugeteilt, die zu dieser Zeit zum Landgericht Neumarkt gehörte. Um 1840 war die Reismühle neben Bachhausen, Körnersdorf und zeitweise Wiesenheid (abgegangen) Gemeindeteil der Gemeinde Bachhausen im nunmehr mittelfränkischen Landgericht Beilngries, zuletzt im oberpfälzischen Landkreis Beilngries. Als dieser mit der Gebietsreform in Bayern aufgelöst wurde, kam die Mühle zur Gemeinde Mühlhausen und ist seit dem 1. Juli 1972 ein Gemeindeteil dieser Gemeinde.
Die Mühle war mit zwei Mahlgängen, einem Öl- und einem Schneidgang ausgestattet, wie für 1836 berichtet wird; sie war eine von sechs Mühlen, die die Sulz antrieb. Sie besaß ein oberschlächtiges Mühlrad. Wie üblich, war der Müller auch Ökonom. So hatte er 1875 an Großvieh drei Pferde und 20 Rinder.
Kirchlich gehörten die in der Reismühle wohnenden Katholiken zur katholischen Pfarrei Pollanten, die Protestanten seit 1834 zur evangelischen Pfarrei Bachhausen. Heute ist die ehemalige Mühle ein landwirtschaftlicher Betrieb.

### Einwohnerzahlen
- 1832: 05[8]
- 1840: 17 (1 Haus, 2 Familien)[9]
- 1871: 12 (5 Gebäude)[6]
- 1900: 08 (1 Wohngebäude)[10]
- 1938: 06 (2 Katholiken, 4 Protestanten)[7]
- 1950: 08[11]
- 1961: 08 (1 Wohngebäude)[12]
- 1970: 06[13]
- 1987: 03 (1 Wohngebäude, 1 Wohnung)[14]
- 2012: 10[15]

## Verkehrsanbindung
Reismühle liegt direkt östlich an der B 299.